# Brusly
Brusly es un pueblo ubicado en la parroquia de West Baton Rouge en el estado estadounidense de Luisiana. En el Censo de 2010 tenía una población de 2589 habitantes y una densidad poblacional de 452,11 personas por km².

## Geografía
Brusly se encuentra ubicado en las coordenadas 30°23′39″N 91°15′6″O / 30.39417, -91.25167. Según la Oficina del Censo de los Estados Unidos, Brusly tiene una superficie total de 5.73 km², de la cual 5.73 km² corresponden a tierra firme y (0%) 0 km² es agua.

## Demografía
Según el censo de 2010, había 2589 personas residiendo en Brusly. La densidad de población era de 452,11 hab./km². De los 2589 habitantes, Brusly estaba compuesto por el 74.28% blancos, el 23.75% eran afroamericanos, el 0.08% eran amerindios, el 0.23% eran asiáticos, el 0% eran isleños del Pacífico, el 0.46% eran de otras razas y el 1.2% pertenecían a dos o más razas. Del total de la población el 2.51% eran hispanos o latinos de cualquier raza.